# Oscar 1945
A 17ª cerimônia de entrega dos Academy Awards (ou Oscars 1945), apresentada pela Academia de Artes e Ciências Cinematográficas, premiou os melhores atores, técnicos e filmes de 1944 no dia 15 de março de 1945, em Hollywood e teve  como mestres de cerimônias John Cromwell e Bob Hope.
O drama Going My Way foi premiado na categoria de melhor filme.

## Indicados e vencedores
| Melhor Filme - Going My Way - Double Indemnity - Gaslight - Since You Went Away - Wilson | Melhor Diretor - Leo McCarey – Going My Way - Billy Wilder – Double Indemnity - Otto Preminger – Laura - Alfred Hitchcock – Lifeboat - Henry King – Wilson |
| Melhor Ator/Actor (Principal) - Bing Crosby – Going My Way - Charles Boyer – Gaslight - Barry Fitzgerald – Going My Way - Cary Grant – None But the Lonely Heart - Alexander Knox – Wilson | Melhor Atriz/Actriz (Principal) - Ingrid Bergman – Gaslight - Claudette Colbert – Since You Went Away - Bette Davis – Mr. Skeffington - Greer Garson – Mrs. Parkington - Barbara Stanwyck – Double Indemnity |
| Melhor Ator/Actor Coadjuvante/Secundário - Barry Fitzgerald – Going My Way - Hume Cronyn – The Seventh Cross - Claude Rains – Mr. Skeffington - Clifton Webb – Laura - Monty Woolley – Since You Went Away | Melhor Atriz/Actriz Coadjuvante/Secundária - Ethel Barrymore – None But the Lonely Heart - Jennifer Jones – Since You Went Away - Angela Lansbury – Gaslight - Aline MacMahon – Dragon Seed - Agnes Moorehead – Mrs. Parkington |
| Melhor Roteiro/Argumento - Original - Wilson - Hail the Conquering Hero - The Miracle of Morgan's Creek - Two Girls and a Sailor - Wing and a Prayer | Melhor Roteiro/Argumento - Adaptado - Going My Way - Double Indemnity - Gaslight - Laura - Meet Me in St. Louis |
| Melhor História Original - Going My Way - A Guy Named Joe - Lifeboat - None Shall Escape - The Sullivans | Melhores Efeitos Especiais - Thirty Seconds Over Tokyo - Days of Glory - Secret Command - Since You Went Away - The Adventures of Mark Twain - The Story of Dr. Wassell - Wilson |
| Melhor Documentário em Longa-metragem - The Fighting Lady - Resisting Enemy Interrogation | Melhor Documentário em Curta-metragem - With the Marines at Tarawa - Hymn of the Nations - New Americans |
| Melhor Curta-metragem em Uma Bobina - Who's Who in Animal Land - Blue Grass Gentlemen - Jammin' the Blues - Movie Pests - Screen Snapshots' 50th Anniversary of Motion Pictures | Melhor Curta-metragem em Duas Bobinas - I Won't Play - Bombalera - Main Street Today |
| Melhor Animação em Curta-metragem - Mouse Trouble - And to Think I Saw It on Mulberry Street - Dog, Cat and Canary - Fish Fry - How to Play Football - My Boy, Johnny - Swooner Crooner | Melhor Edição/Montagem - Wilson - Going My Way - Janie - None but the Lonely Heart - Since You Went Away |
| Melhor Trilha Sonora/Banda Sonora/Comédia ou Drama - Since You Went Away - Address Unknown - The Adventures of Mark Twain - The Bridge of San Luis Rey - Casanova Brown - Christmas Holiday - Double Indemnity - The Fighting Seabees - The Hairy Ape - It Happened Tomorrow - Jack London - Kismet - None but the Lonely Heart - The Princess and the Pirate - Summer Storm - Three Russian Girls - Up in Mabel's Room - Voice in the Wind - Wilson - Woman of the Town | Melhor Canção original - "Swinging on a Star" por Going My Way, de James Van Heusen - "I Couldn't Sleep a Wink Last Night" por Higher and Higher, de Jimmy McHugh - "I'll Walk Alone" por Follow the Boys, de Jule Styne - "I'm Making Believe" por Sweet and Lowdown, de James V. Monaco - "Long Ago and Far Away" por Cover Girl, de Jerome Kern - "Now I Know" por Up in Arms, de Harold Arlen - "Remember Me to Carolina" por Minstrel Man, de Harry Revel - "Rio de Janeiro" por Brazil, de Ary Barroso - "Silver Shadows and Golden Dreams" por Lady, Let's Dance, de Lew Pollack - "Too Much in Love" por Song of the Open Road, de Walter Kent - "The Trolley Song" por Meet Me in St. Louis, de Ralph Blane e Hugh Martin - "Sweet Dreams Sweetheart" por Hollywood Canteen, de Maurice K. Jerome |
| Melhor Trilha Sonora/Banda Sonora/Musical - Cover Girl - Brazil - Higher and Higher - Hollywood Canteen - Irish Eyes Are Smiling - Knickerbocker Holiday - Lady in the Dark - Lady, Let's Dance - Meet Me in St. Louis - The Merry Monahans - Minstrel Man - Sensations of 1945 - Song of the Open Road - Up in Arms | Melhor Mixagem/mistura de Som - Wilson - Brazil - Casanova Brown - Cover Girl - Double Indemnity - His Butler's Sister - Hollywood Canteen - It Happened Tomorrow - Kismet - Music in Manhattan - Voice in the Wind |
| Melhor Direção de Arte/Preto & Branco - Gaslight - Address Unknown - The Adventures of Mark Twain - Casanova Brown - Laura - No Time for Love - Since You Went Away - Step Lively - Song of the Open Road | Melhor Direção de Arte/Colorido - Wilson - The Climax - Cover Girl - The Desert Song - Kismet - Lady in the Dark - The Princess and the Pirate |
| Melhor Cinematografia/Fotografia/Preto & Branco - Laura - Double Indemnity - Dragon Seed - Gaslight - Going My Way - Lifeboat - Since You Went Away - The Uninvited - The White Cliffs of Dover - Thirty Seconds Over Tokyo | Melhor Cinematografia/Fotografia/Colorido - Wilson - Cover Girl - Home in Indiana - Kismet - Lady in the Dark - Meet Me in St. Louis |

### Múltiplas indicações
- 10 indicações Going My Way e Wilson
- 9 indicações: Since You Went Away
- 7 indicações: Double Indemnity e Gaslight
- 5 indicações: Cover Girl e Laura
- 4 indicações: Kismet, Meet Me in St. Louis e None But the Lonely Heart
- 3 indicações: The Adventures of Mark Twain, Brazil, Casanova Brown, Hollywood Canteen, Lady in the Dark e Lifeboat
- 2 indicações: Address Unknown, Dragon Seed, Higher and Higher, It Happened Tomorrow, Lady, Let's Dance, Minstrel Man, Mr. Skeffington, Mrs. Parkington, The Princess and the Pirate, Song of the Open Road, Thirty Seconds Over Tokyo, Up in Arms e Voice in the Wind